# Державний реєстр фізичних осіб — платників податків
Державний реєстр фізичних осіб — платників податків (скорочено ДРФОПП або ДРФО) — автоматизований банк даних, який створений для забезпечення єдиного державного обліку фізичних осіб, які зобов'язані сплачувати податки, збори, інші обов'язкові платежі до бюджетів та внески до державних цільових фондів у порядку і на умовах, що визначаються законодавчими актами України.
Функціонує з 1 січня 1996, створено на виконання закону України «Про Державний реєстр фізичних осіб-платників податків та інших обов'язкових платежів» (далі Закон). Відповідний Закон було скасовано разом з ухваленням Податкового кодексу з 1 січня 2011.
З 28 січня 2014 до 21 листопада 2017 діяло «Положення про реєстрацію фізичних осіб у Державному реєстрі фізичних осіб — платників податків».
З початку дії Податкового кодексу України фізичні особи отримують не ідентифікаційний код, а реєстраційний номер облікової картки платника податків. Метою створення Державного реєстру є повний облік фізичних осіб, які сплачують податки та інші обов'язкові платежі, організація автоматизованої обробки інформації про сплату податків та інших обов'язкових платежів фізичними особами в режимі комп'ютерної мережі. Зокрема, неможливо ідентифікувати фізичну особу за прізвищем, ім'ям, по батькові та датою народження.

## Організація роботи Реєстру
Реєстр формується Державною податковою адміністрацією України та складається з інформаційного фонду, що міститься у базі даних Державної податкової адміністрації України.

### Дані, які включаються до Реєстру
До нього включаються такі дані:
- індивідуальні ідентифікаційні номери фізичних осіб — платників податків та інших обов'язкових платежів, що зберігаються за ними протягом усього життя;
- загальні відомості про фізичних осіб-платників;
- інформація про сплату фізичними особами податків та інших обов'язкових платежів.